# Liste des gares routières de São Paulo
La liste des gares routières de São Paulo répertorie par ordre alphabétique les différentes gares d'autobus de la ville de São Paulo.

## Sources
- (pt) Cet article est partiellement ou en totalité issu de l’article de Wikipédia en portugais intitulé « Lista de terminais de ônibus do município de São Paulo » (voir la liste des auteurs).